# Jan Lievens
Pour les articles homonymes, voir Lievens.
Jan Lievens (Leyde, 24 octobre 1607 - Amsterdam, juin 1674) est un peintre et dessinateur néerlandais (Provinces-Unies) du siècle d'or. Il fut, à ses débuts, l'un des principaux collaborateurs, et ensuite concurrent, de Rembrandt.

## Biographie
Lievens est né à Leyde d’un père passementier. À 8 ans, il part en apprentissage chez Joris van Schooten à Leyde, où il reste de 1615 et 1617, et ensuite chez Pieter Lastman à Amsterdam. En 1621, à peine âgé de 14 ans, il revient dans sa ville natale, où il confond tout le monde avec ses dessins et ses peintures. Rembrandt fut lui aussi un élève de Pieter Lastman, en 1625, mais il retourna quant à lui à Leyde au bout de six mois. L’œuvre de Lievens est fortement liée à celle de Rembrandt, avec qui il collabora étroitement à cette période. Pour le moment, aucune source connue ne prouve que les deux peintres aient partagé un atelier.[réf. nécessaire],. Mais leur apprentissage et leurs œuvres de jeunesse ont beaucoup de points communs, tant dans les thématiques que dans le style, ce qui témoigne d’une influence réciproque très positive. Rembrandt a peint Lievens, tout comme Lievens a peint Rembrandt. 
Constantin Huygens, secrétaire du stathouder Frédéric-Henri d'Orange-Nassau, après avoir rendu visite aux deux artistes à Leyde en 1628, décrivit cette rencontre et compara leur œuvre : Lievens faisait montre d’originalité et d’audace, Rembrandt de plus de profondeur et d’imagination. Il mentionne également que Rembrandt a un pinceau plus assuré et une plus grande vigueur dans la représentation des émotions; en revanche, Lievens est plus inventif et hardi dans les formes et les thèmes. Les deux jeunes hommes étaient entêtés – si l’on en croit Huygens – car ils refusèrent de se rendre en Italie pour y améliorer leur style. Par ailleurs, en 1628/1629, Lievens réalisa un portrait de Huygens.
Les ambitions des deux artistes vont les conduire à des parcours bien différents.
En 1632, Lievens part pour Londres, où il exécute plusieurs portraits, dont ceux de Charles Ier d'Angleterre et de Thomas Howard, mais Londres est un leurre. Il ne peut réellement exprimer sa créativité du fait du climat politique et religieux. Il vit ensuite, de 1635 à 1644, à Anvers, où il se marie avec Suzanna Colyn de Nole avec qui il a un fils. Il voit quelquefois Van Dyck, quand celui-ci revient trouver refuge en Flandres au moment de la guerre civile anglaise. Surtout, il noue des relations avec Rubens, qui l'apprécie et qui lui ouvre sa collection de peintures, pour lui permettre d'avancer dans sa démarche artistique. C'est par Rubens qu'il connaît Le Titien, Brouwer ou encore Teniers. De ses différentes rencontres et influences artistiques vont naître une œuvre riche et élargie, composée de "tronies", les trognes expressives, de gravures de paysages ou encore de tableaux plus religieux. Jan Lievens vit de commandes privées et livre des œuvres de grande échelle pour l'église jésuite. Après s'être établi à Amsterdam, il perd sa femme et se remarie en 1648 avec Cornelia, la sœur de Jan de Bray. Six enfants grandissent de leur union. 
En 1647 à 1650, grâce à Amalia Van Solms, épouse de feu Frédéric-Henri prince d'Orange, la possibilité lui est offerte de contribuer à la décoration de son palais de La Haye. Il participe au programme ornemental d'allégories et de scènes historiques pour mettre en valeur la vie du Prince d'Orange, est chapeauté par Huygens et Jacob van Campen. Entre 1652 et 1655, il travaille au château Oranienburg pour le compte de Louise Henriette de Nassau, fille de Frédéric-Henri et d’Amalia Van Solms et épouse de Frédéric Guillaume Ier de Brandebourg. Il prend alors la même dimension que Rubens, qui avait réalisé précédemment ce type de commande pour les cours anglaise et française. 
De retour à Amsterdam et après la mort prématurée de Govaert Flinck en 1660, commandes sont faites à Jan Lievens, Rembrandt, sur la demande expresse de Jan Lievens, Ferdinand Bol et Jacob Jordaens de tableaux historiques pour la décoration du nouvel Hôtel de ville d’Amsterdam, devenu aujourd'hui le Paleis op de Dam. 
Lievens est reconnu dès son époque comme un peintre de premier rang du Siècle d'Or hollandais. Peintre, il put avoir le train de vie d'un seigneur du temps de sa splendeur, mais il rencontra des difficultés financières lorsqu'il fut plus âgé et moins productif, dans un temps plus troublé pour les Pays-Bas. Il meurt en juin 1674.

## Concurrent de Rembrandt
Selon le spécialiste de Rembrandt Gary Schwartz, et d’autres, Rembrandt emprunta très tôt matière artistique à Lievens. Rembrandt aurait également antidaté quelques-unes de ses œuvres, de façon que les tableaux de Lievens aient l’air d’avoir été inspirés par les siens plutôt que l’inverse. 
Dans les années 1630, Rembrandt apposa également sa signature sur un certain nombre de peintures et d’eaux-fortes de son concurrent. Les deux hommes entretiennent peu de contacts après le retour de Lievens à Amsterdam. Mais indubitablement, ils avaient connaissance de ce qu'il advenait à l'un et à l'autre... si bien que Jan Lievens envoyait certains clients à Rembrandt quand il le savait en difficulté et qu'il avait beaucoup de commandes. Lievens acquit aussi l’une de ses peintures. Il semble que ce soit encore Jan Lievens qui use de toute son influence pour adjoindre Rembrandt au groupe d'artistes sélectionnés pour les décorations des arches de l'Hôtel de ville. 

## Œuvre et style
Jan Lievens fut un peintre d’histoire et de portraits. Il exécuta également – ce qui ne fut pas le cas de Rembrandt – des natures mortes.
L’une des peintures les plus connues de Lievens est son Portrait d’un jeune garçon (que Rembrandt retoucha). Lievens réalisa également un portrait de Rembrandt, reconnaissable à ses cheveux bruns bouclés (cfr. illustration ci-dessous) : Rembrandt y est représenté dans un costume de fantaisie, et portant un bonnet, un col militaire et un foulard de couleur claire. Il s’agit d’un exemple de la parenté de style, marquée par beaucoup de teintes sombres et un clair-obscur prononcé, entre Lievens, Rembrandt et le Caravage. Lievens et Rembrandt, qui ne sont jamais allés en Italie, se familiarisèrent avec les caractéristiques de l'œuvre du Caravage surtout sans doute par le truchement des représentants de l'École caravagesque d'Utrecht. Certains thèmes choisis par Lievens sont d'ailleurs fort proches de ceux privilégiés par les peintres utrechtois.
Après 1632, le style de Lievens connaît de grands changements. Durant son séjour de trois ans en Angleterre, il subit l’influence des peintures d’Antoine Van Dyck et, à Anvers, celle des œuvres de Rubens. Le style de Lievens devient alors baroque et il se met à peindre dans un format plus grand que nature.
Un portrait peint par Lievens de Robert Kerr, un duc écossais amateur d’art, écrivain et chambellan, qui fut l’un des premiers à introduire des peintures de Rembrandt en Angleterre et qui vécut dans la pauvreté à la suite de la décapitation de Charles Ier d'Angleterre, est regardée comme une œuvre très puissante par sa profondeur et son ascèse.
Les dessins au crayon et à l'encre, ainsi que les gravures de Jan Lievens sont aussi des chefs-d'œuvre en tant que tels, même si certains ne sont que des études préparatoires. 

## Œuvres
- Allégorie des cinq sens, huile sur panneau, 78,2 × 124,4 cm, 1622 (collection privée).
- Autoportrait, v. 1630.
- Crucifixion, musée des beaux-arts, Nancy.
- Le Festin d’Esther, 1625, North Carolina Museum of Art.
- Jeune Homme à la robe jaune, vers 1630/1631, National Gallery of Scotland.
- Jeune Homme embrassant une jeune femme, vers 1627-1628 (collection privée).
- L'Apôtre Paul, 1627-1629, Nationalmuseum, Stockholm.
- Les Joueurs de cartes, vers 1623/1624.
- Marie Madeleine en méditation, huile sur toile, 69 × 55,5 cm, musée de la Chartreuse de Douai.
- Mercure et Argus, vers 1625-26.
- Paysage avec Agar et l'ange, huile sur toile, 71 × 89,5 cm, musée des beaux-arts, Rouen.
- Portrait de Constantin Huygens, huile sur panneau, 99 × 84 cm, vers 1626-1628, Rijksmuseum, Amsterdam.
- Portrait de Jan Vos
- Portrait de Joost Van den Vondel.
- Portrait de Rembrandt, huile sur panneau, 57 × 44,7 cm, vers 1628, Rijksmuseum, Amsterdam.
- Garçon à la cape et au turban (portrait du prince Rupert du Palatinat) , huile sur panneau, 66,7 x 51,7 cm, vers 1631, The Leiden Collection, New York.
- Portrait de René Descartes, 1643.
- Portrait d’un homme barbu portant un béret, huile sur panneau, 53,5 × 46,3 cm, vers 1630, National Gallery of Art.
- Robert Kerr, 1er duc d’Ancram, 1654, National Gallery of Scotland.
- Saint Jérôme pénitent, vers 1631.
- Tête de Vieillard, Palais des Beaux-Arts, Lille.
- Vieux savant dans son cabinet, vers 1630, 62,7 × 52,2 cm, musée des beaux-arts de Montréal.
- Jeune garçon dans l'atelier ou Le Jeune Dessinateur[6], vers 1630-1635, huile sur toile, 129 × 100 cm, musée du Louvre.
- La Guerre, 1664, Salle de réunion de la Première Chambre des États généraux des Pays-bas, Binnenhof, La Haye.

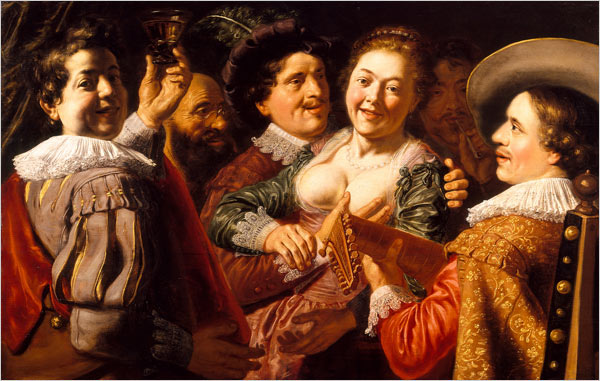
Allégorie des cinq sens, huile sur panneau, 78,2 × 124,4 cm, 1622 (coll. privée).
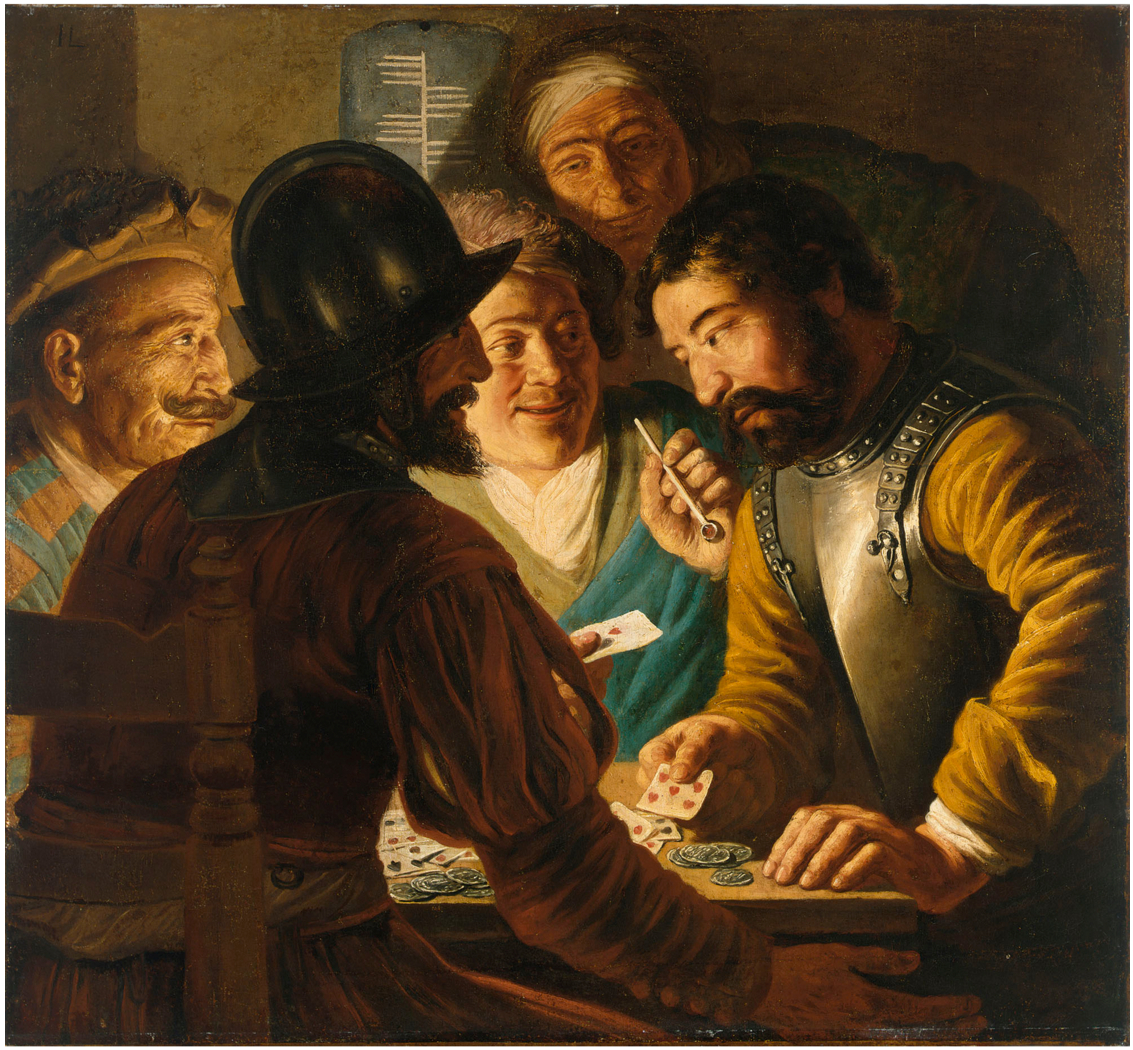
Les Joueurs de cartes, vers 1623/1624.
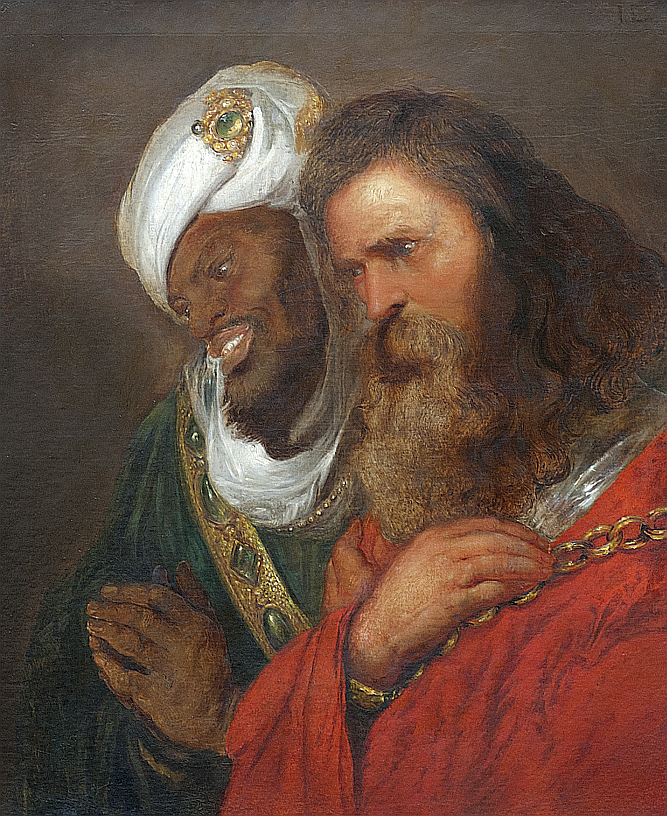
Saladin et Guy de Lusignan, vers 1625.
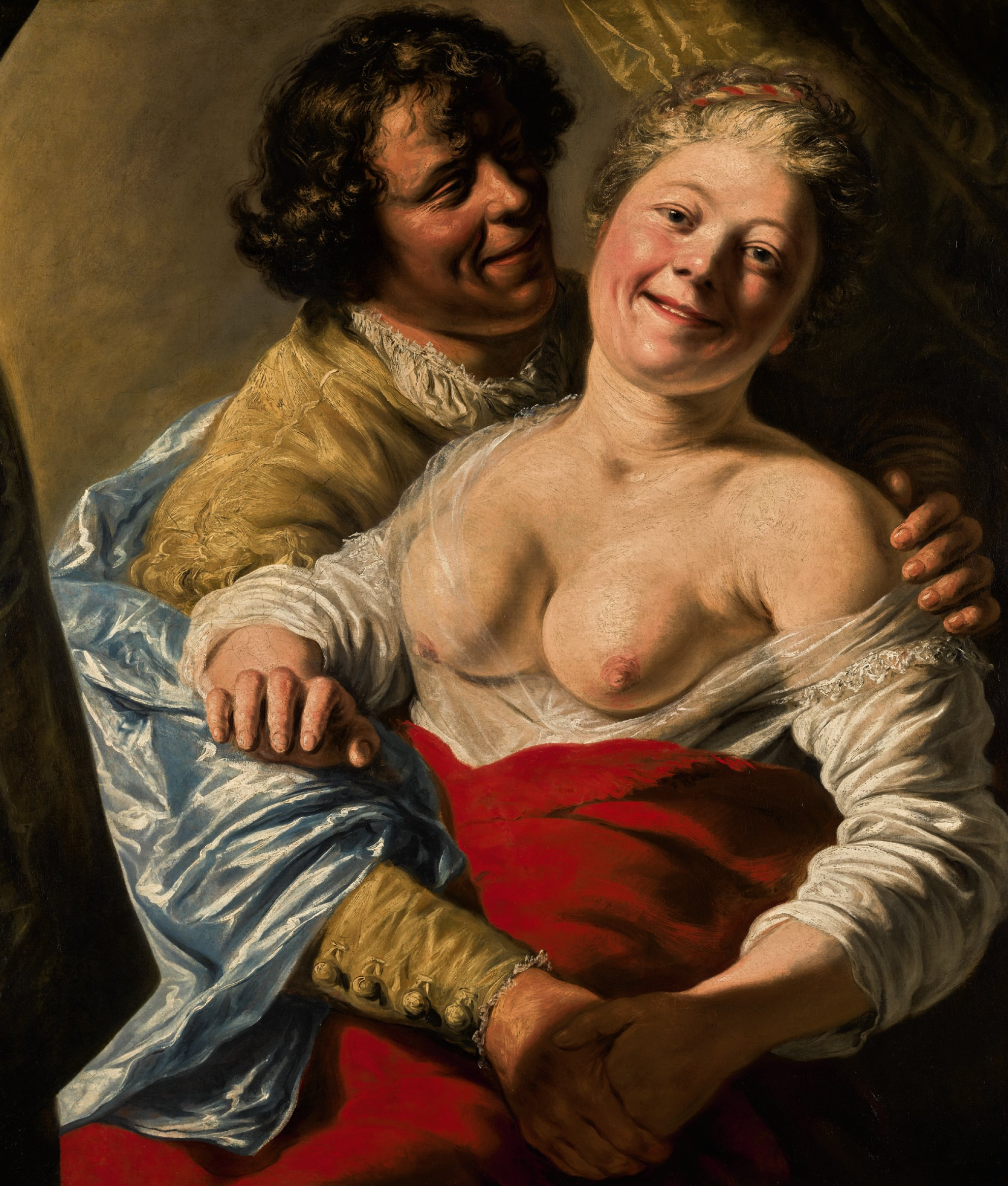
Jeune Homme embrassant une jeune femme, vers 1627-1628 (coll. privée).
L'Apôtre Paul, 1627-1629, Nationalmuseum, Stockholm.
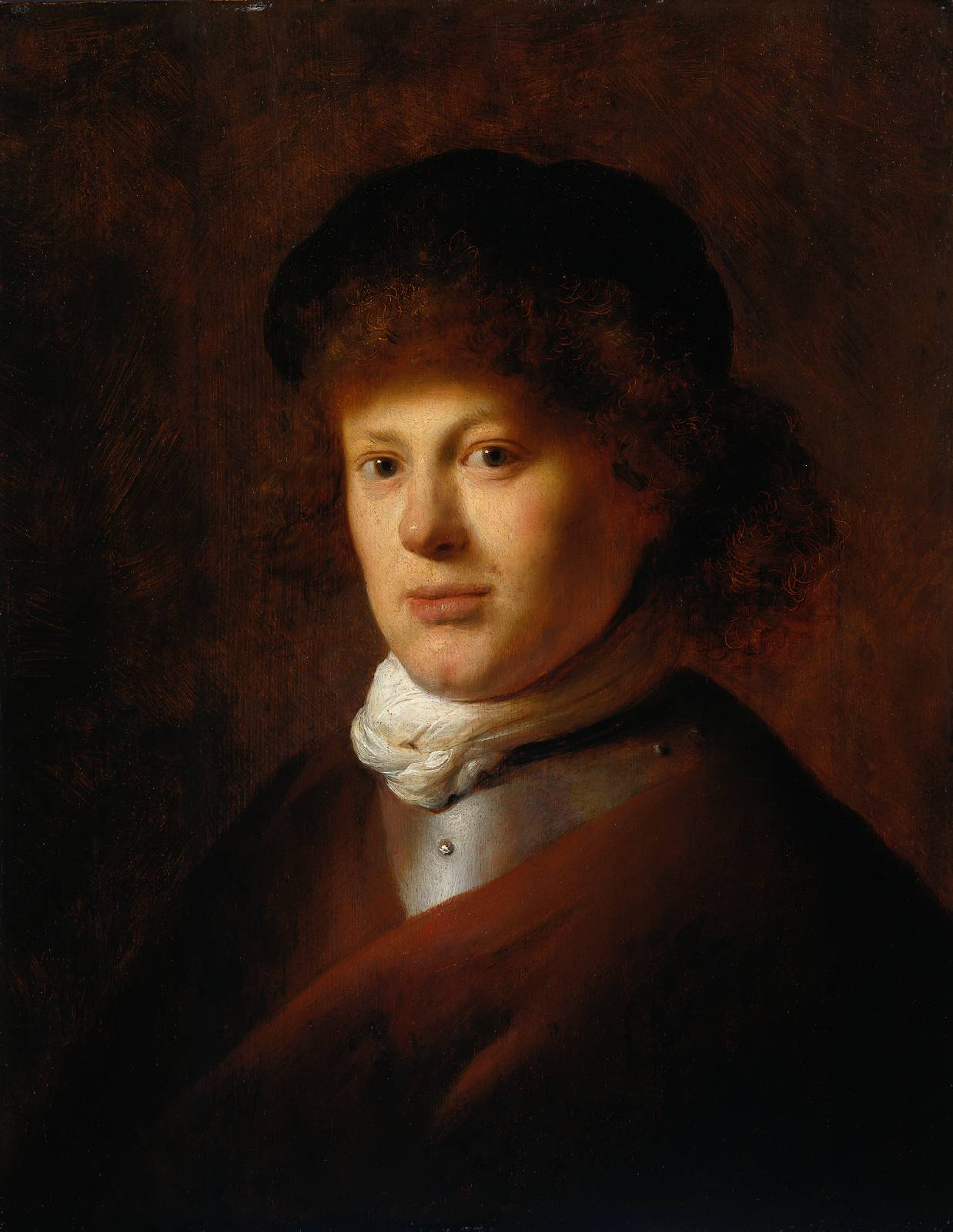
Portrait de Rembrandt, huile sur panneau, 57 × 44,7 cm, vers 1628 (Rijksmuseum, Amsterdam).
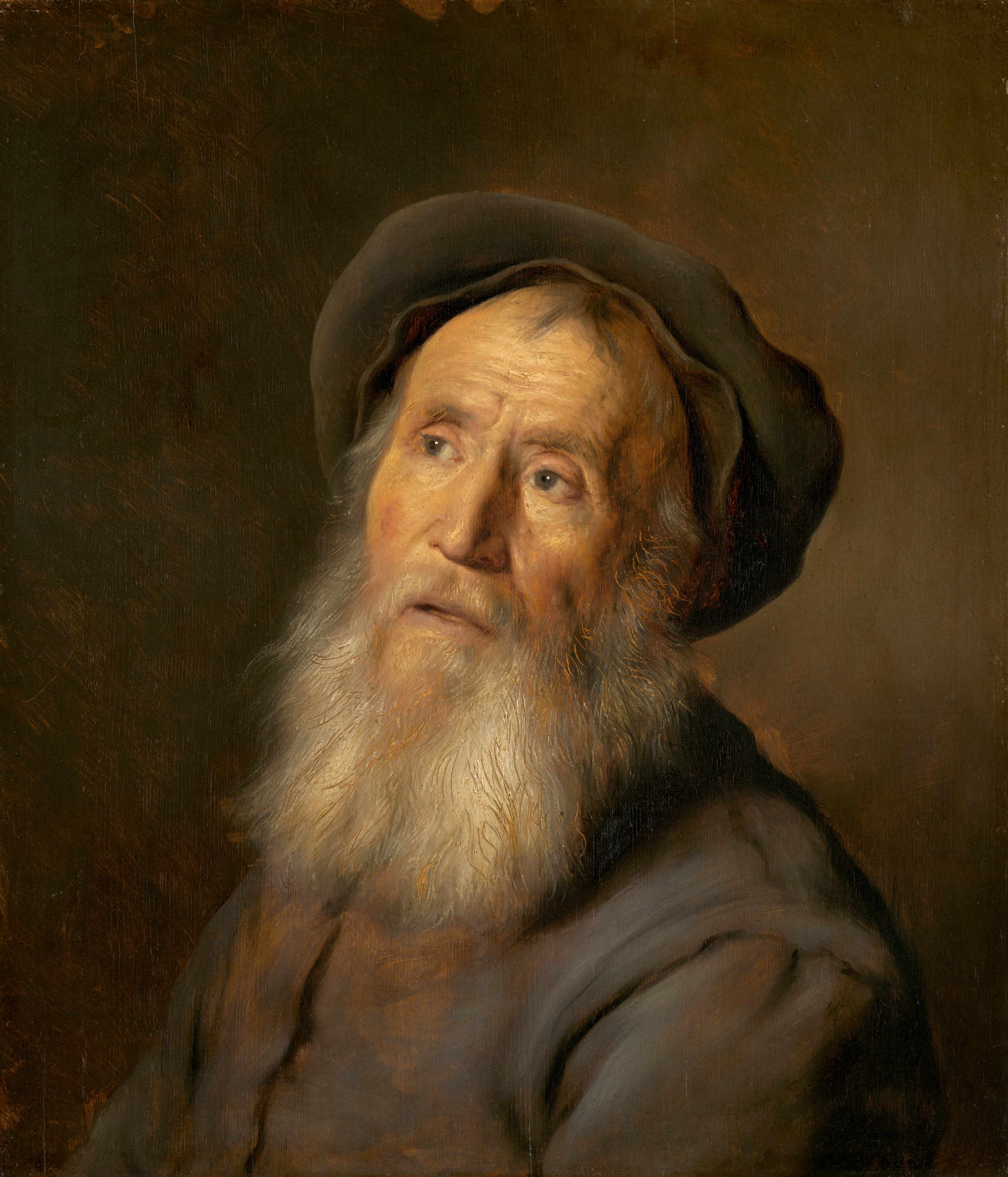
Portrait d’un homme barbu portant un béret, huile sur panneau, 53,5 × 46,3 cm, vers 1630 (National Gallery of Art).
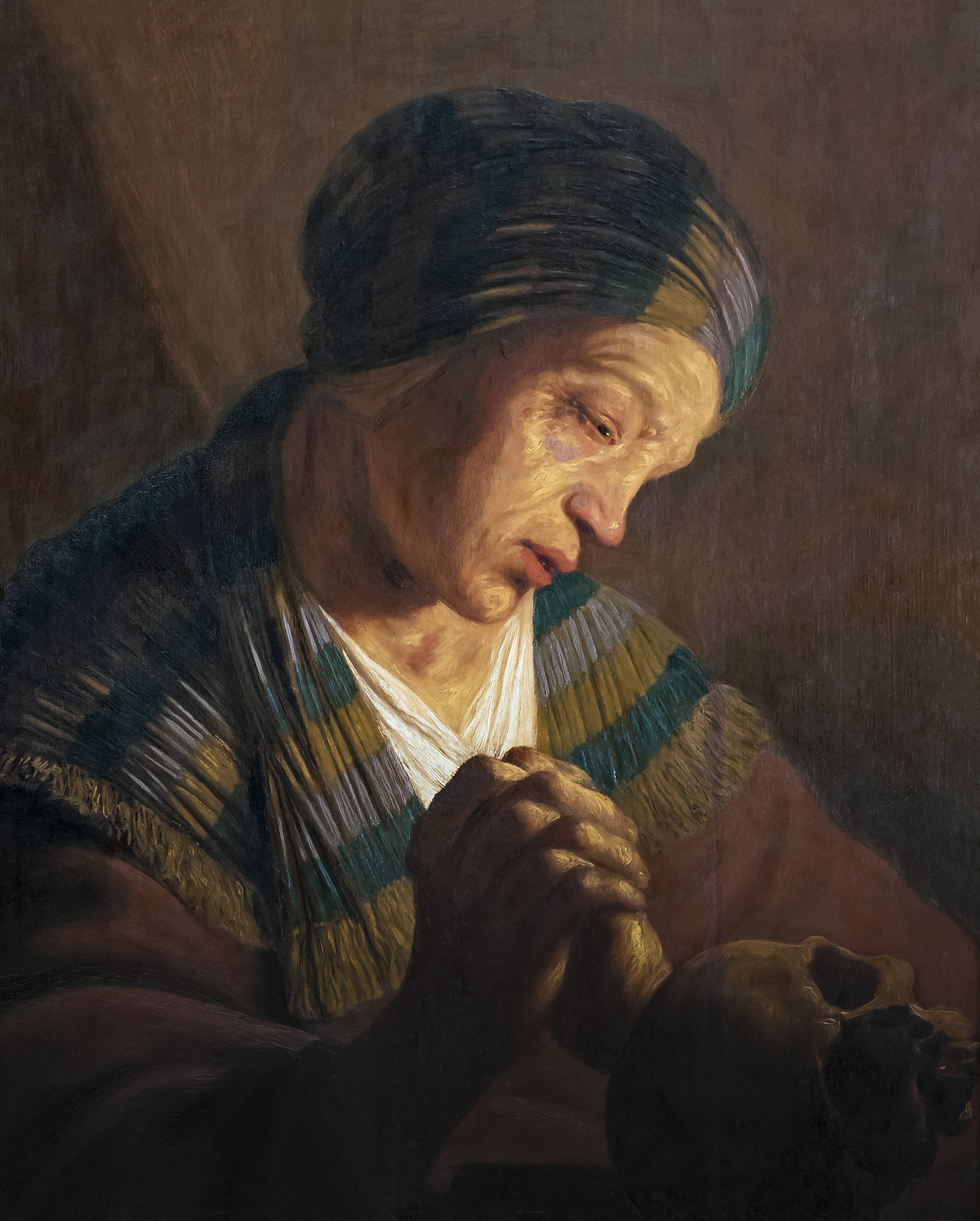
Marie Madeleine en méditation 1625-1631, Huile sur toile, 69 × 55,5 cm, (musée de la Chartreuse de Douai).
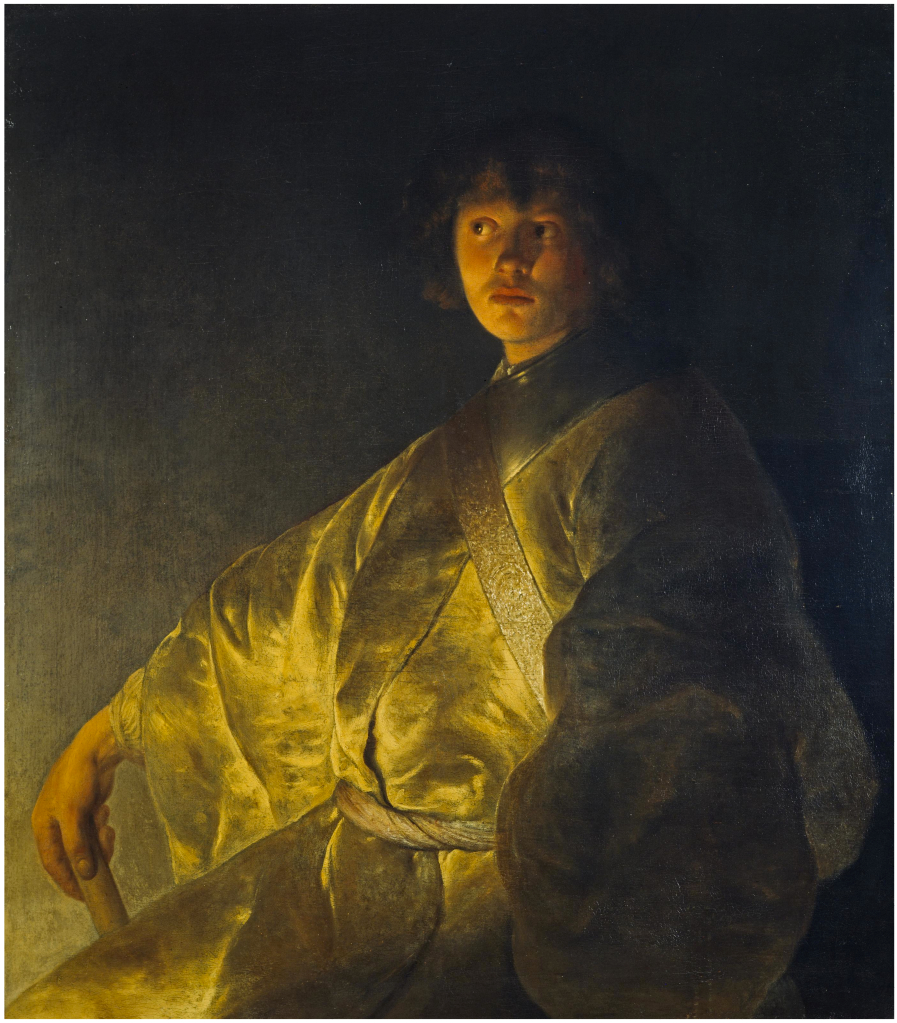
Jeune Homme à la robe jaune, vers 1630/1631 (National Gallery of Scotland).
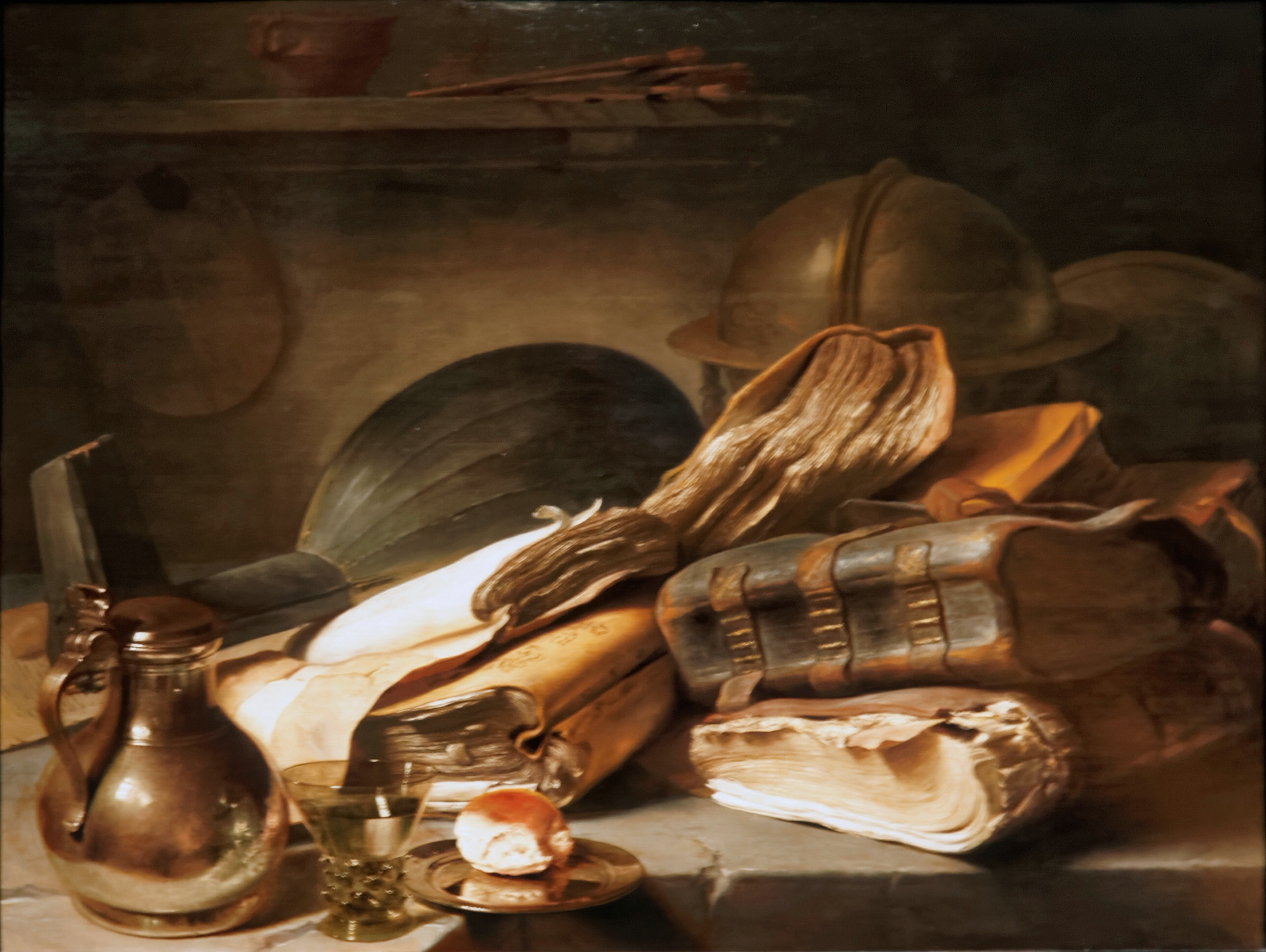
Nature morte avec des livres, 1630 - Amsterdam Rijskmuseum

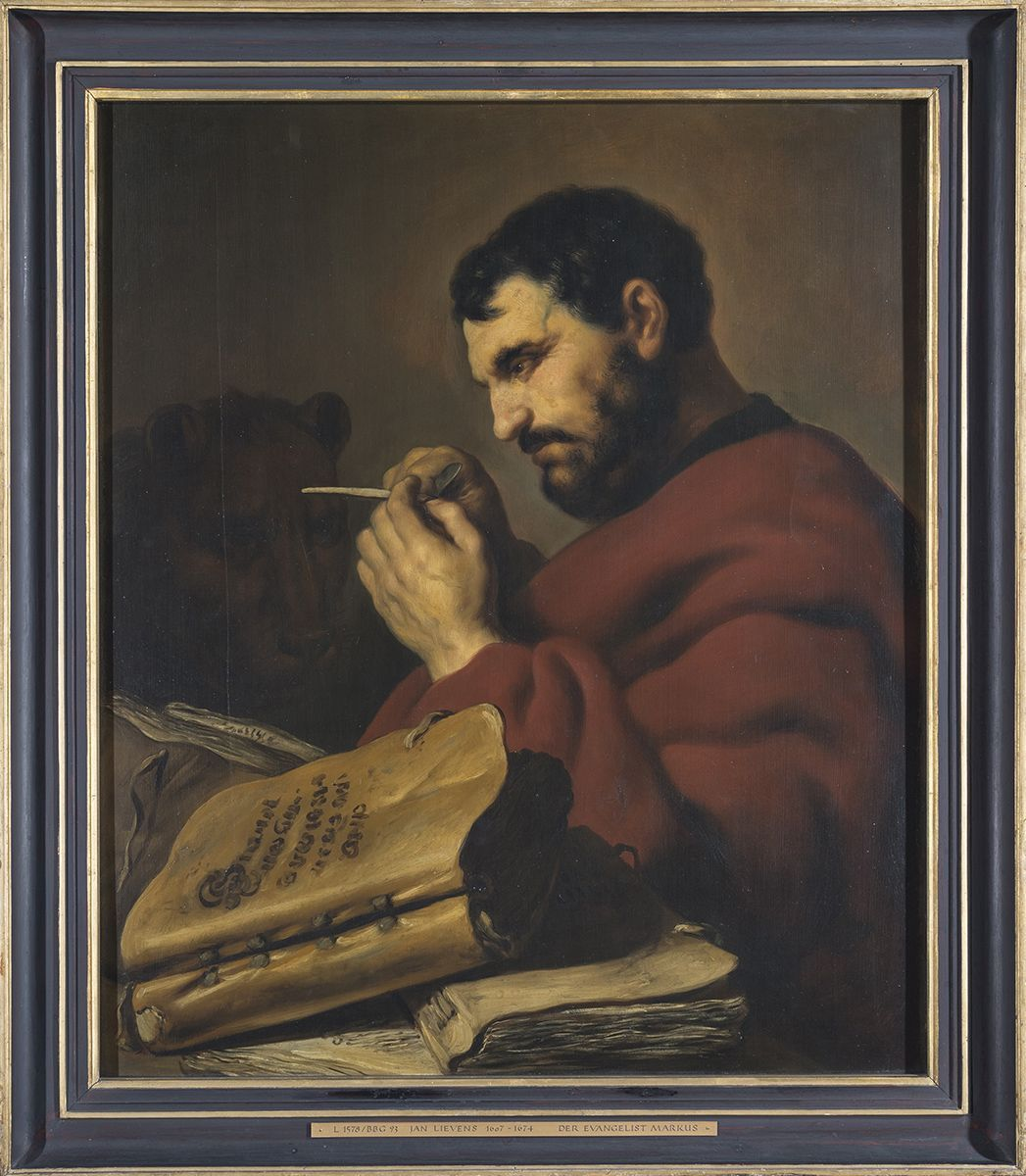
Saint Luc évangéliste 1626-1627 - Bamberg Residenzgalerie
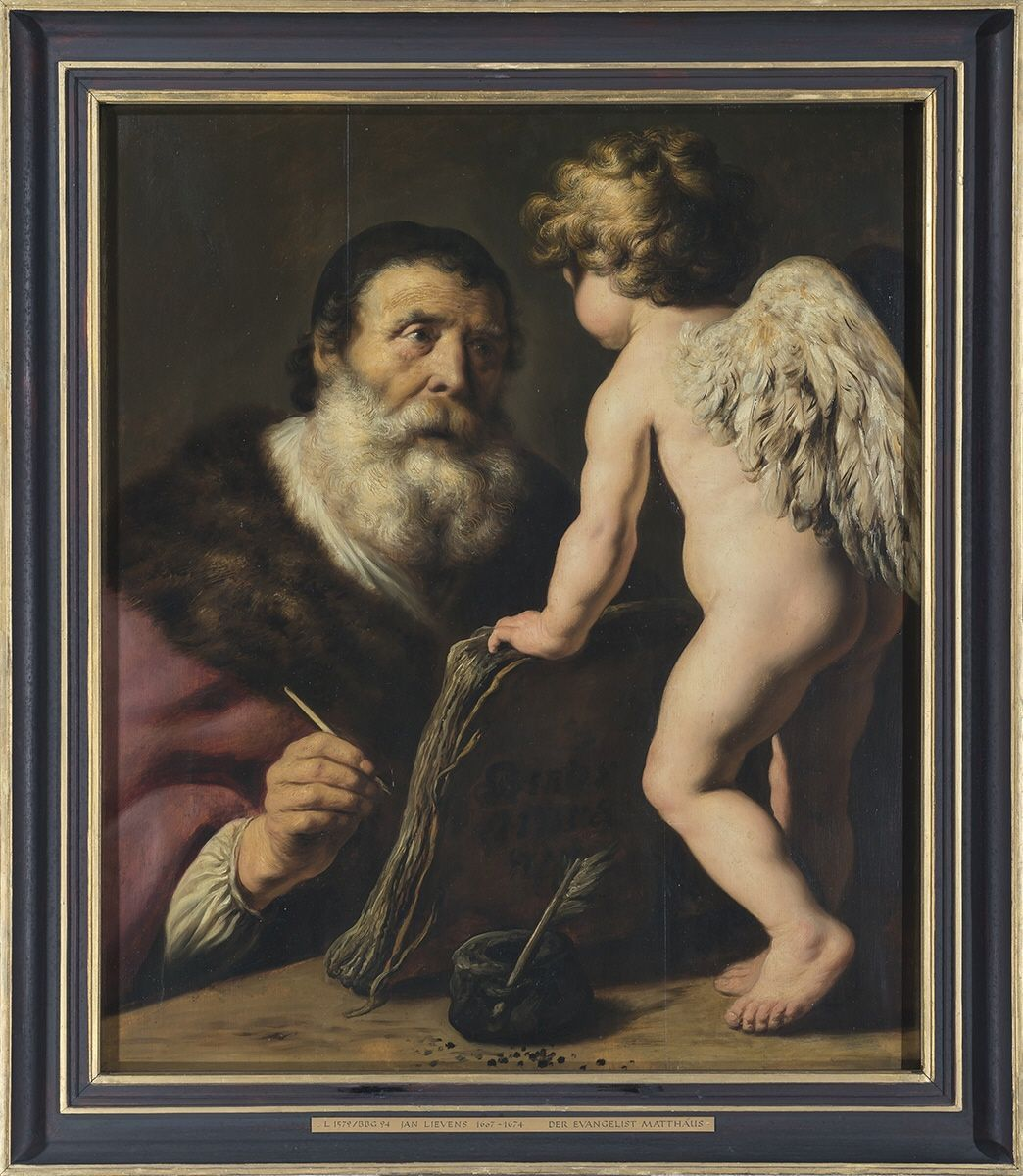
Saint Matthieu évangélsite 1626-1627, Bamberg Residenzgalerie
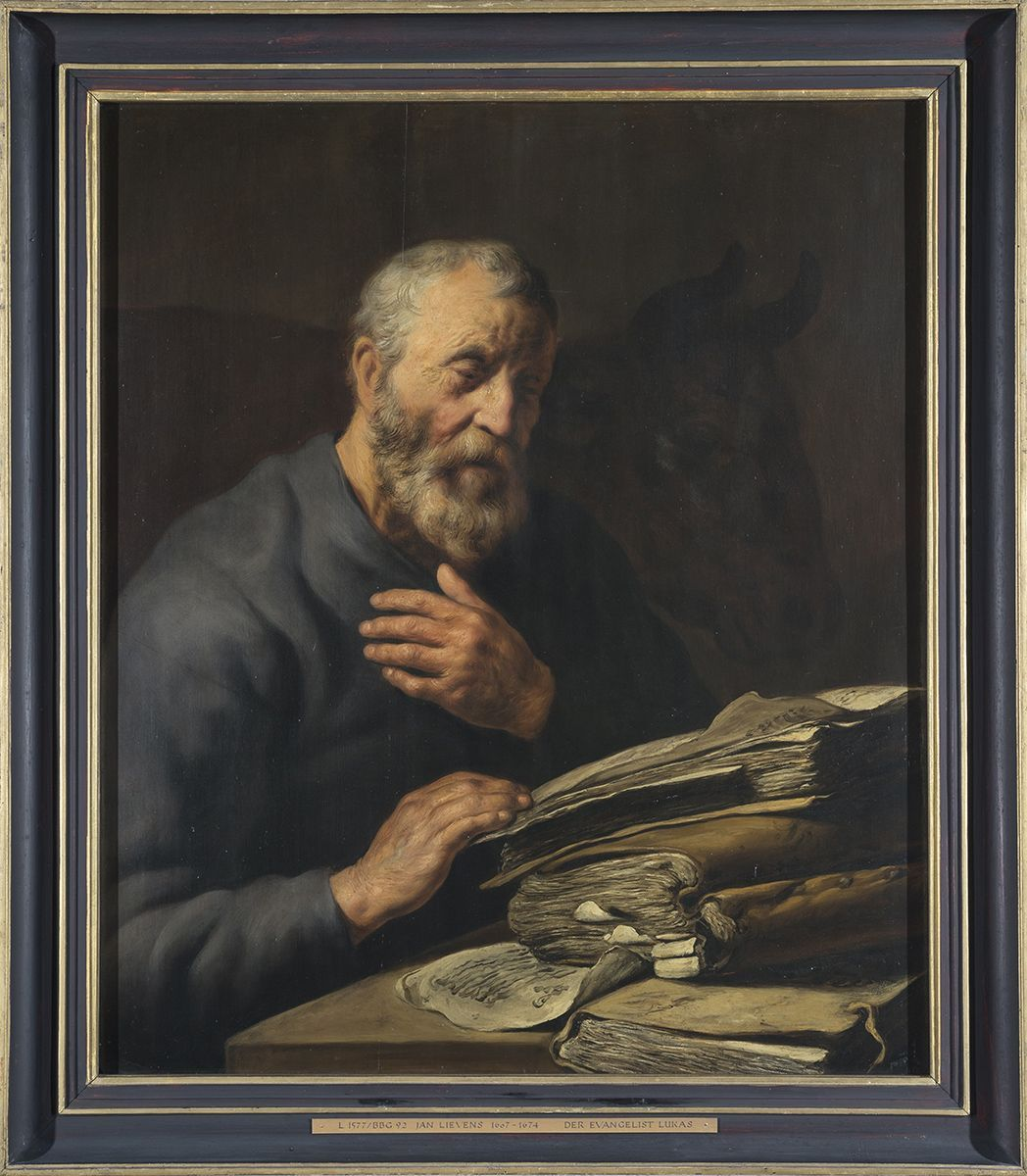
Saint Luc évangéliste 1626-1627 - Bamberg Residenzgalerie
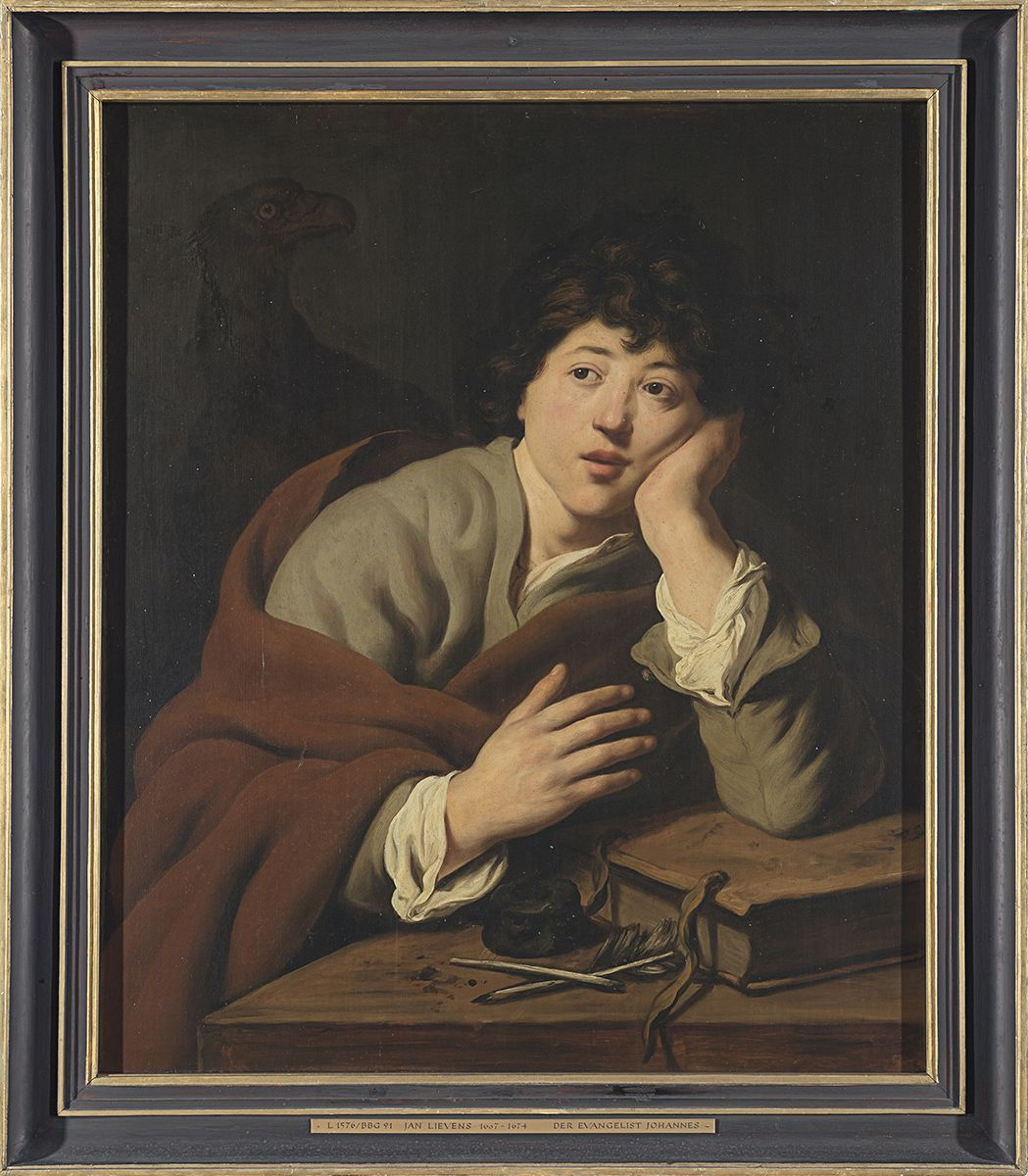
Saint Jean évangéliste - 1626- 1627 - Bamberg Residenzgalerie

## Dessins
Beaux-Arts de Paris :
- Vue de la vallée du Rhin depuis la "Pietersberg" avec le village d'Oosterbeek[7], plume, encre brune sur deux feuilles de papier collées l'une à l'autre horizontalement, H. 162 ; L. 241 mm. Près de cent-vingt dessins de paysages attribués à Lievens ont été conservés et une centaine d'autres sont documentés, la plupart uniquement exécutés à la plume, parfois sur papier Japon. La feuille des Beaux-Arts est l'une des rares vues panoramiques réalisées par Lievens. À noter que la présence des nuages est elle aussi rarissime chez l'artiste, ils renforcent l'effet de perspective. Le dessin a pu être réalisé lors d'un voyage à Clèves de l'artiste, en 1664, ou plus tard si l'on en croit l'inscription de la date 1667, presque totalement effacée en bas à droite[8].
- Escalier d'un parc[9], plume, encre brune, H. 208 ; L. 326 mm. L'originalité de ce dessin réside dans sa composition et son sujet. Lievens semble représenter un site précis que le mur et l'escalier ne suffisent toutefois pas à identifier. Il pourrait aussi tirer ce motif de son imagination, ce qui paraît peu probable étant donné le caractère précis des éléments architecturaux[10].
- Paysage boisé avec un pastorale[11], suiveur de Jan Lievens, plume et encre brune, H. 191 ; L. 256 mm. Ce dessin porte au verso une inscription du XVIIe siècle, Jan Lieúnss (Lieveness[oon], fils de Lievens) et en bas à gauche du recto le nom de RemBrandt. Frits Lugt le classe en 1950 comme un dessin à la manière de Jan Lievens. La feuille présente en revanche de nombreuses similitudes avec une esquisse conservée à la Morgan Library and Museum de New York, La Mort de saint Pierre Martyr de Vérone, sans doute exécutée par le même artiste, et qui a récemment été attribuée à Jan Andrea[12].